# 사태

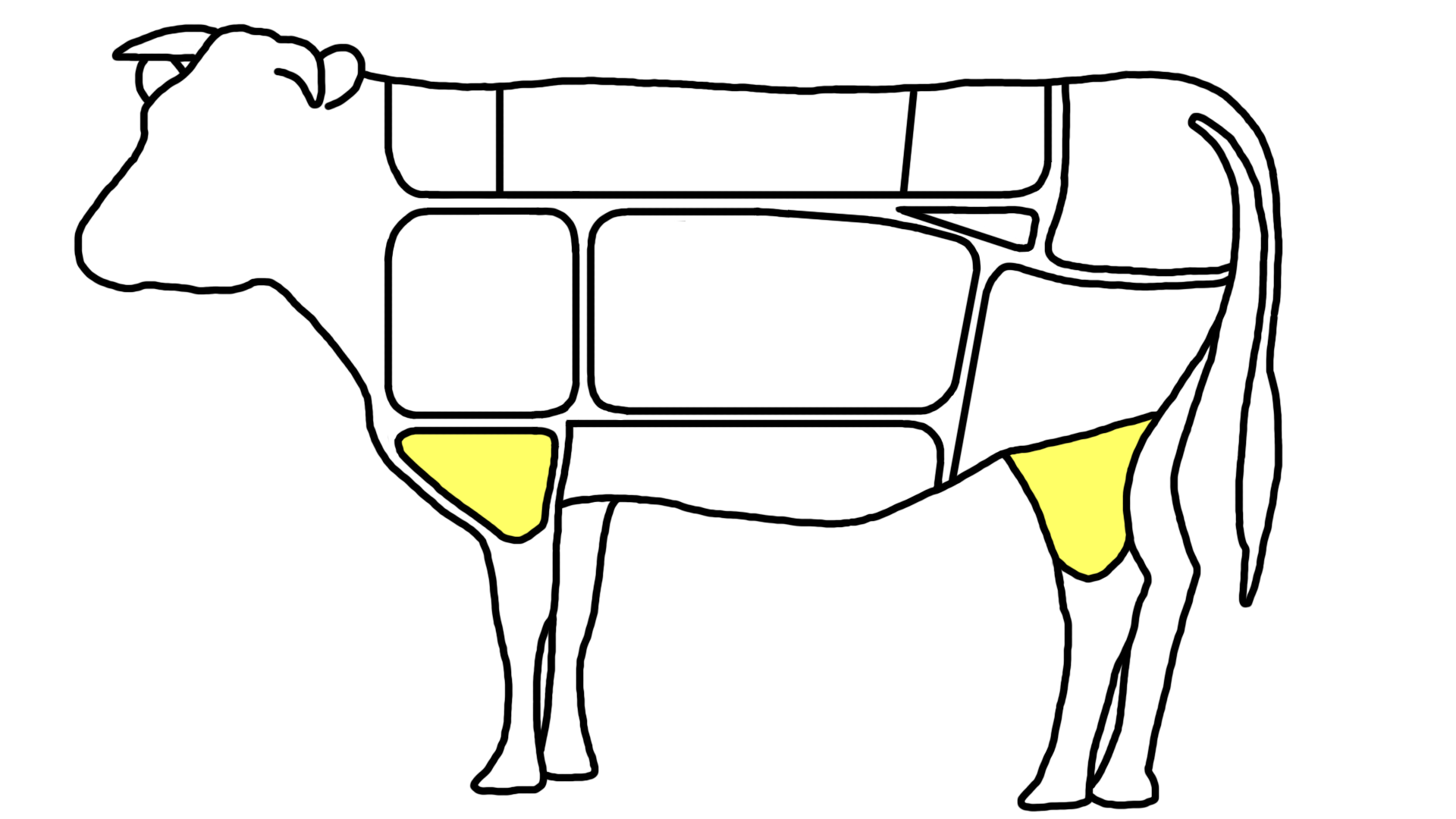
사태

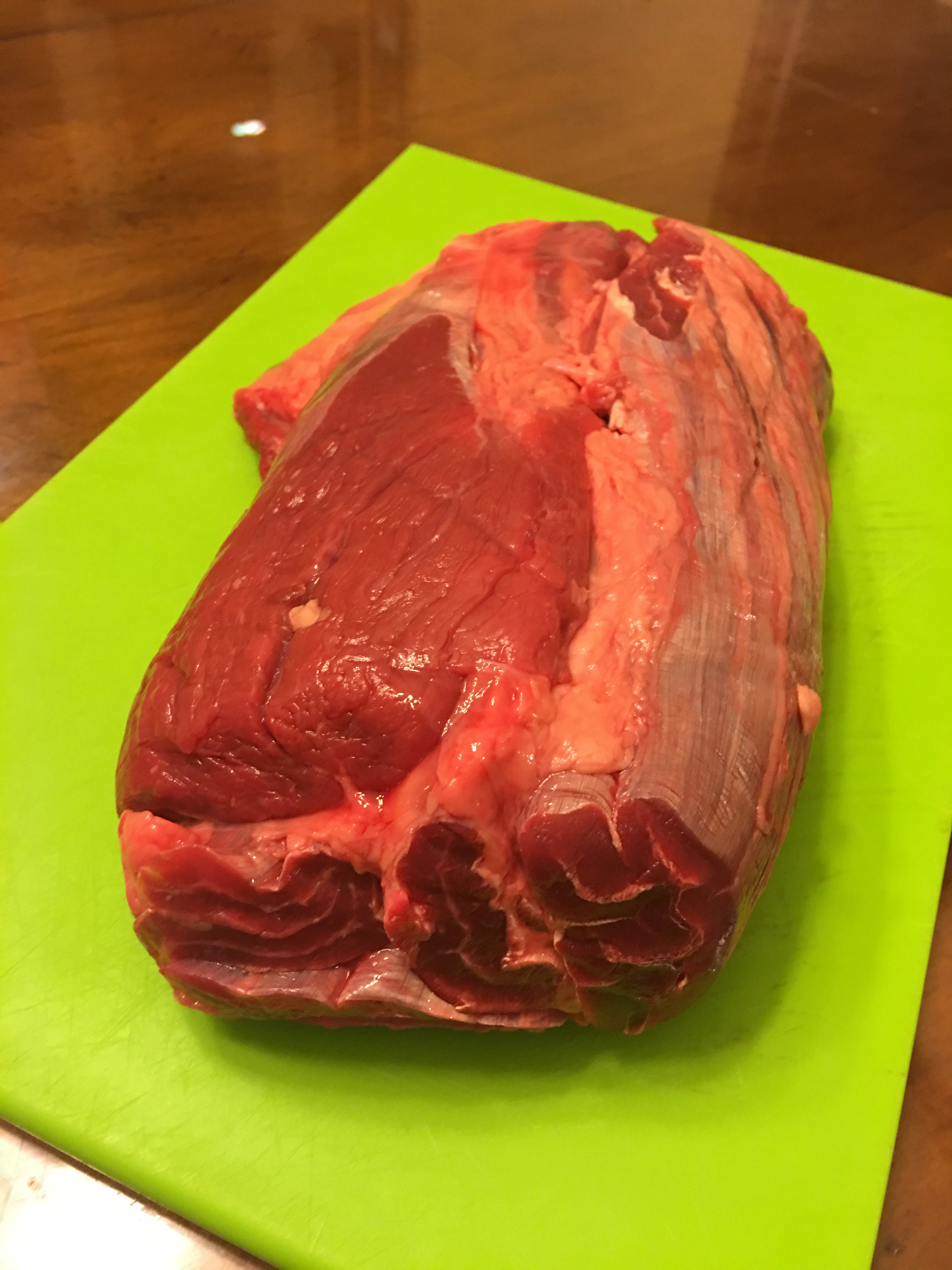
사태고기

사태 또는 사태고기는 소의 오금에 붙은 고기이다. 앞다리 또는 뒷다리 부위의 다소 질긴 살로, 한국에서는 흔히 국거리나 곰거리로 쓰고, 서양에서는 스튜 요리에 사용한다.

## 어원
"샅의 고기"라 부르던 것이 "사태고기"가 되었다.

## 부위
사태는 상박살, 앞사태, 뒷사태, 뭉치사태, 아롱사태로 이루어져 있다.

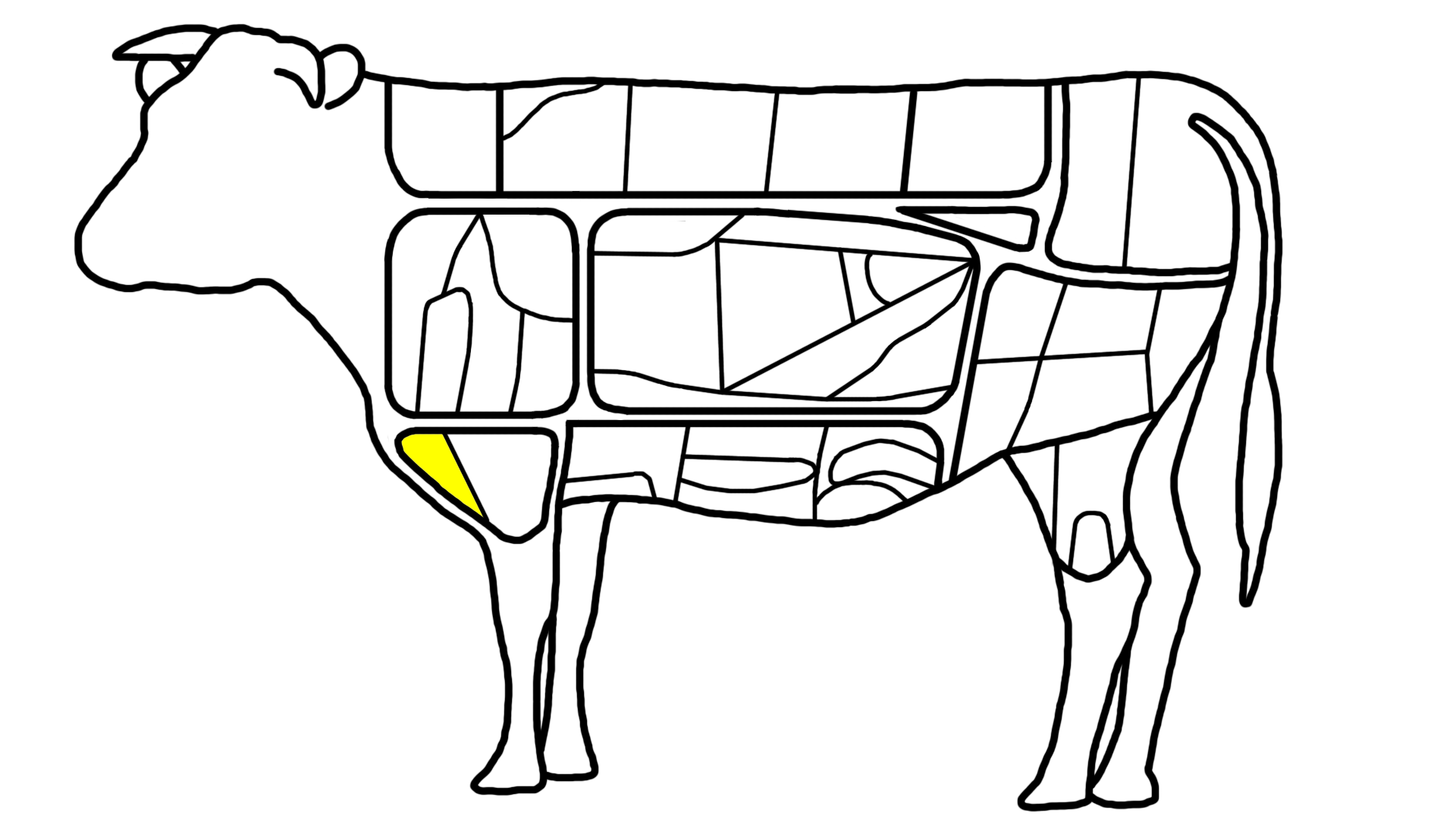
상박살
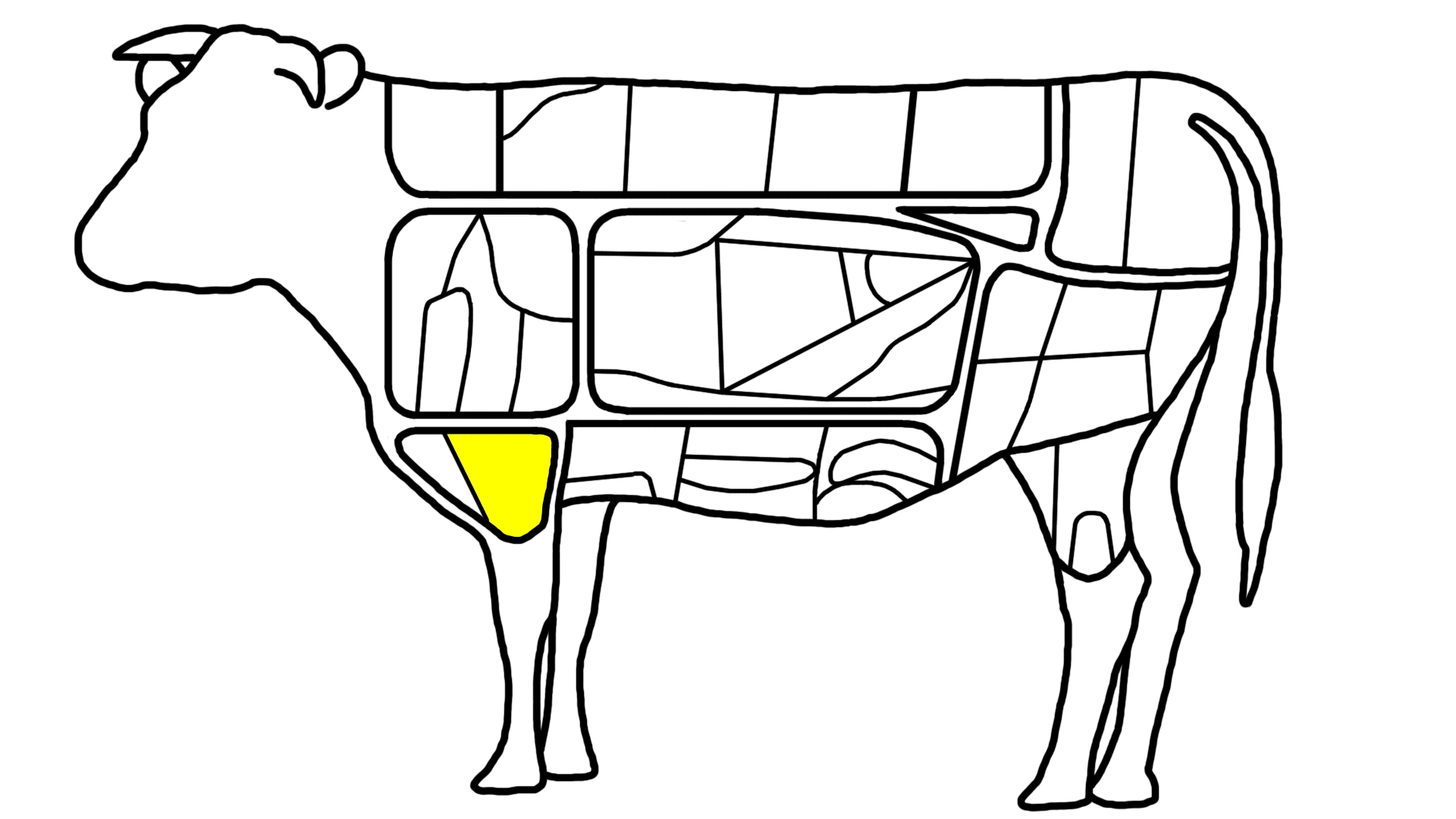
앞사태
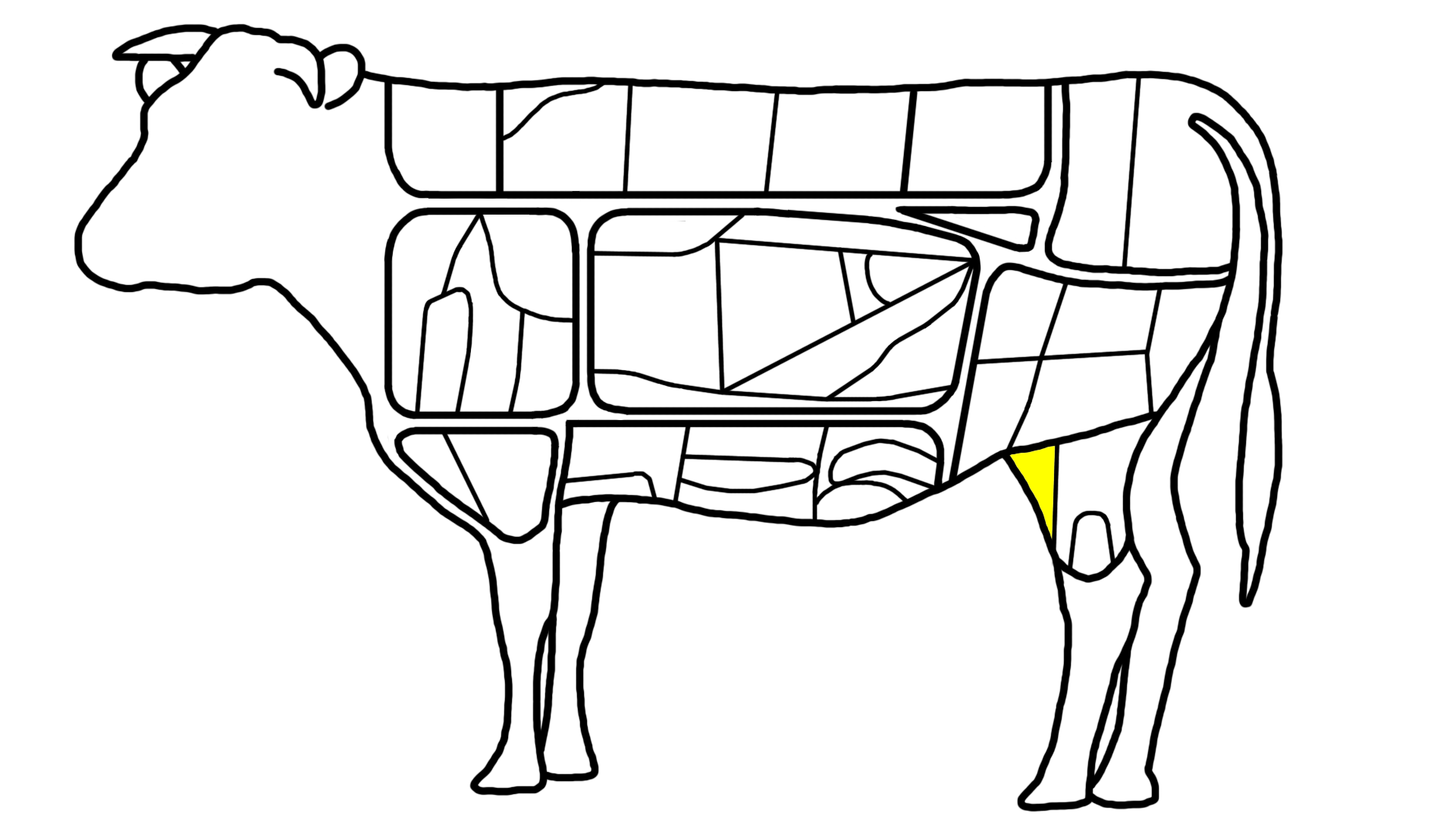
뒷사태
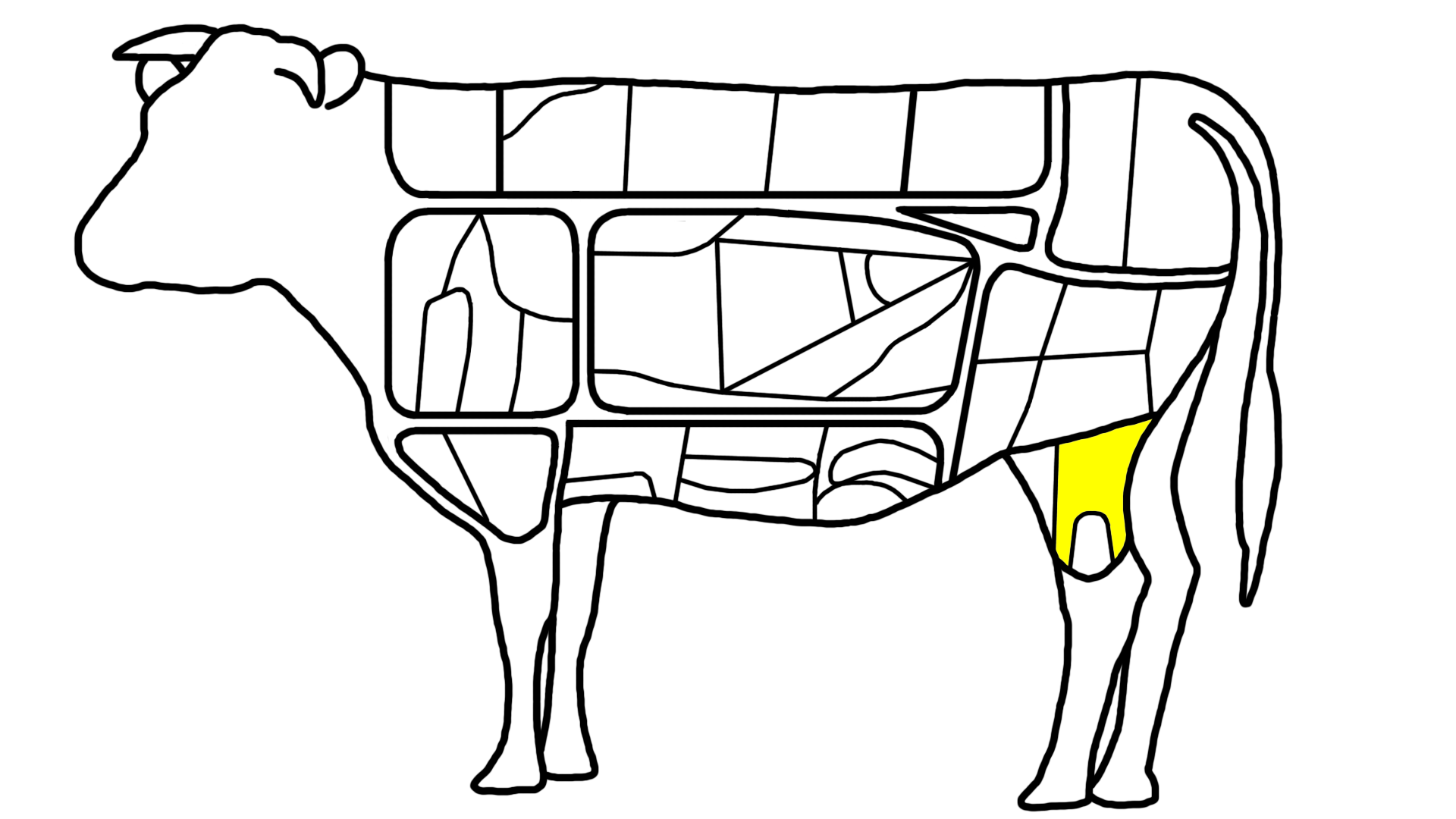
뭉치사태
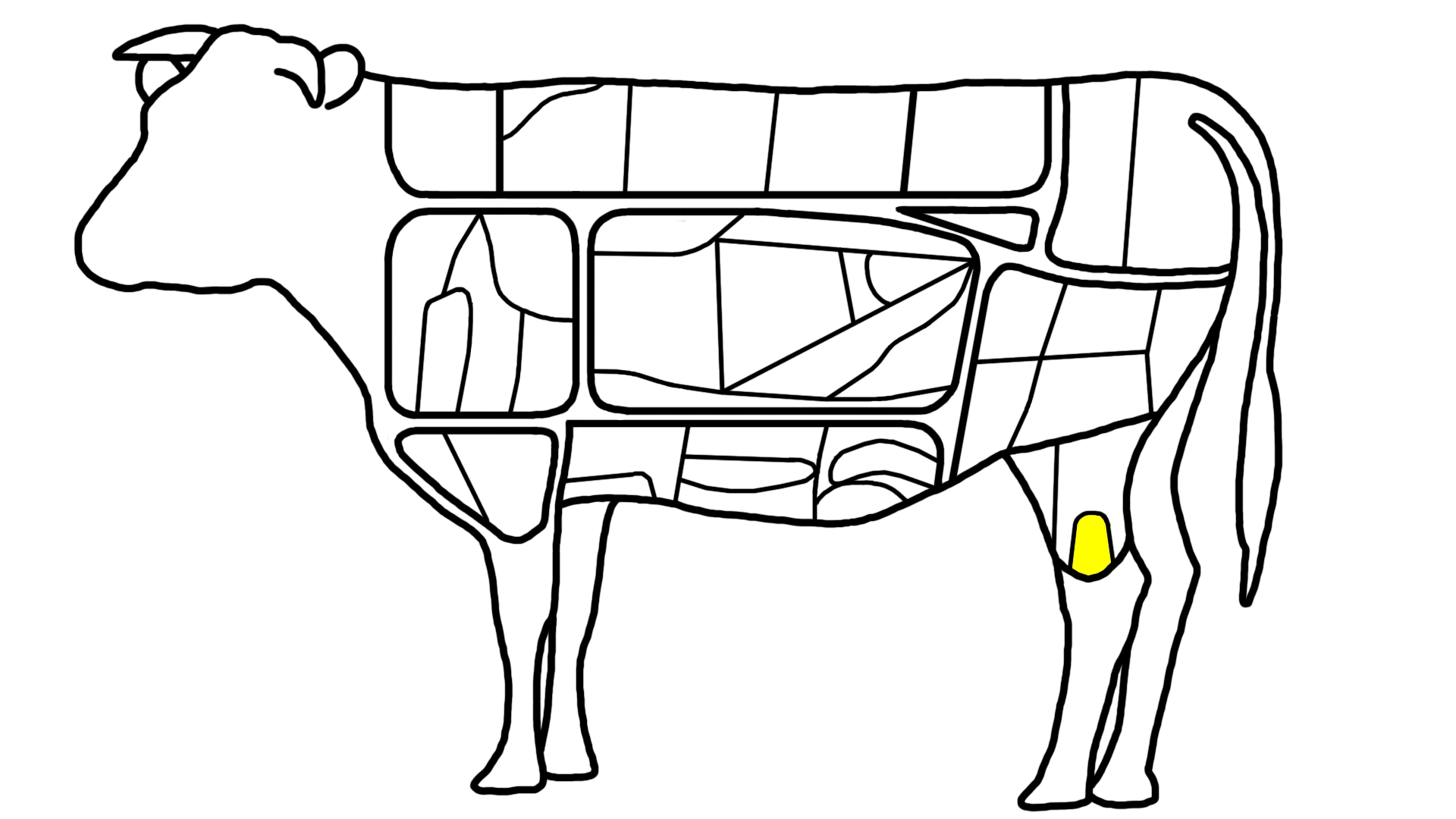
아롱사태

## 같이 보기
- 양지머리